# Maxstadt
Maxstadt település Franciaországban, Moselle megyében. Lakosainak száma 296 fő (2022. január 1.). Maxstadt Altrippe, Barst, Biding, Hoste és Laning községekkel határos.

## Népesség
A település népességének változása:
| Lakosok száma | 259  | 269  | 264  | 259  | 326  | 325  | 316  | 298  | 297  | 296  |
|               | 1968 | 1982 | 1990 | 2006 | 2013 | 2015 | 2017 | 2019 | 2020 | 2022 |